# Parallelia forceps
Parallelia forceps là một loài bướm đêm trong họ Erebidae.